# Gustav Staude

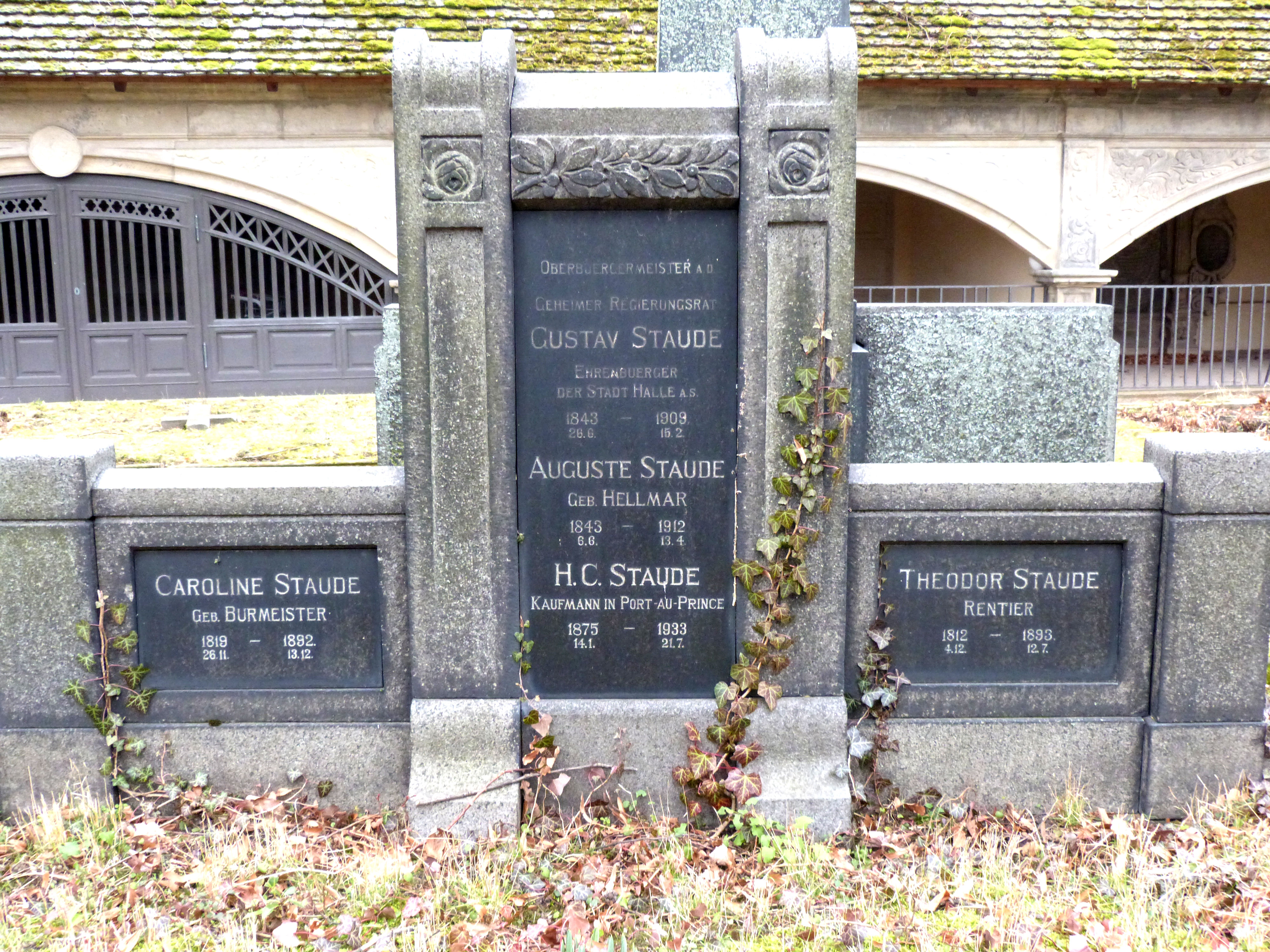
Grab von Gustav Staude auf dem halleschen Stadtgottesacker

Friedrich Bernhard Gustav Staude (* 26. Juni 1843 in Wendorf, heute: Garz/Rügen; † 15. Februar 1909 in Halle (Saale)) war ein deutscher Kommunalpolitiker und langjähriger Oberbürgermeister von Halle.

## Leben
Staude machte sein Abitur am Pädagogium in Putbus und studierte Jura in Heidelberg und Berlin. Nach einer Tätigkeit als Gerichtsassessor war er seit 1873 Syndikus der Stadt Liegnitz.
Gegen Ende 1874 wurde er zum Bürgermeister in Hamm berufen, was er bis 1881 blieb. 1881 wechselte er als zweiter Bürgermeister nach Halle (Saale). Nach dem überraschenden Tod des Oberbürgermeisters Richard Wilhelm Bertram 1882 folgte Staude ihm als Oberbürgermeister. Staude übte dieses Amt bis 1906 aus und vertrat in dieser Zeit auch seine Stadt im Preußischen Herrenhaus. 

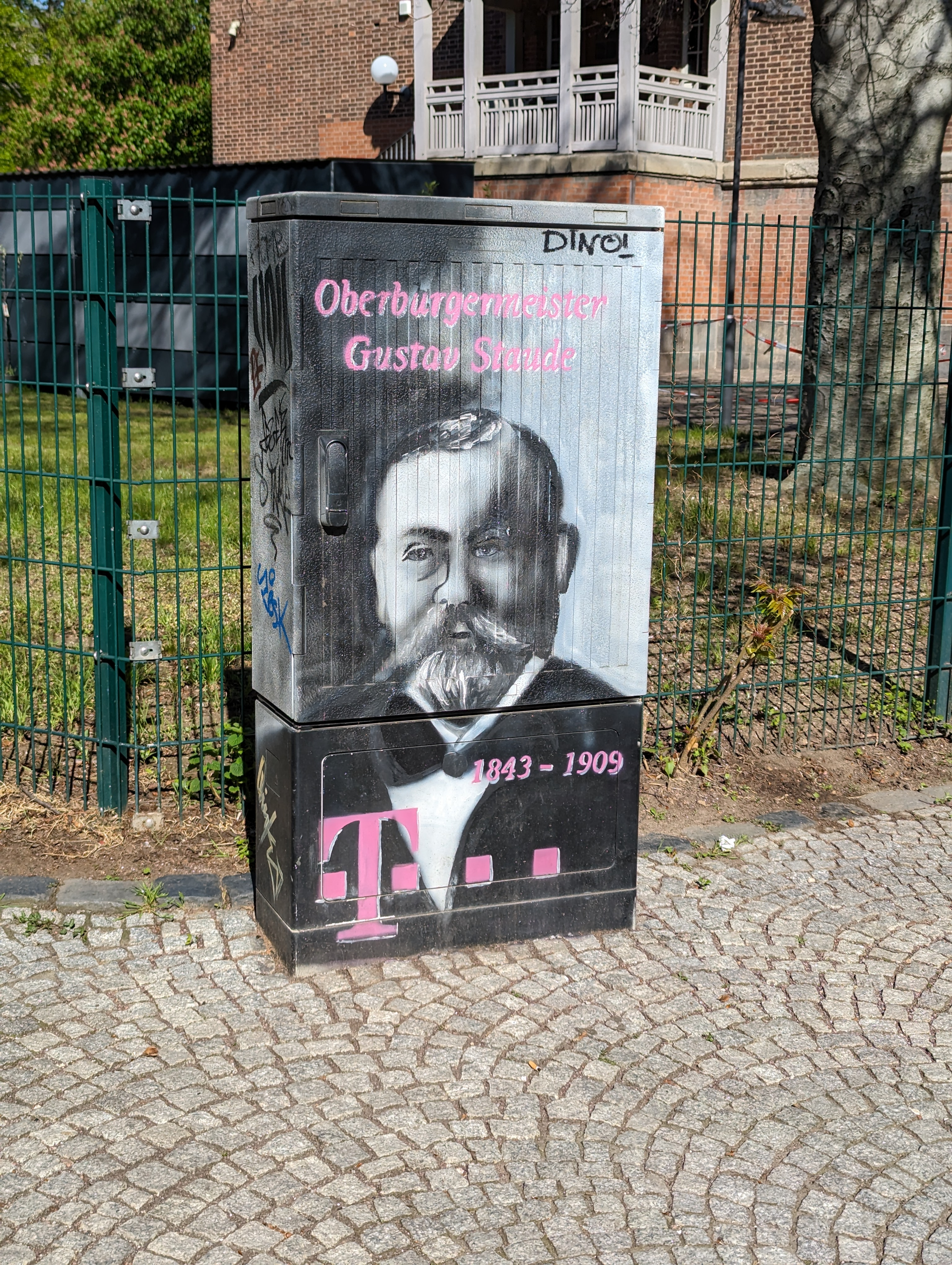
Graffito von Gustav Staude in der Adolfstraße

In Staudes Amtszeit fielen wichtige Entwicklungen der Stadt Halle zu einer Industriestadt. So fiel in seinen Verantwortungsbereich u. a. der Bau der Straßenbahn, des Industriehafens, der Gasanstalten auf den Pulverweiden, des städtischen Elektrizitätswerkes sowie des großen Stadttheaters. Die Zahl der Einwohner nahm in seiner Amtszeit um mehr als das Doppelte auf ca. 170.000 zu. 
Mit seinem Ausscheiden als Oberbürgermeister 1906 verlieh der Rat der Stadt Staude die Ehrenbürgerschaft der Stadt Halle. In Halle ist die Gustav-Staude-Straße nach ihm benannt.
Staude starb am 15. Februar 1909 in Halle und ist dort auf dem Stadtgottesacker (Innenfeld Abteilung III) beigesetzt.